# Parco naturale di Migliarino, San Rossore, Massaciuccoli
Il parco naturale di Migliarino, San Rossore, Massaciuccoli è un'area naturale protetta istituita con LR Toscana n. 61 del 13 dicembre 1979.
Il territorio del parco si estende sulla fascia costiera delle province di Pisa e Lucca comprendendo i comuni di Pisa, Viareggio, San Giuliano Terme, Vecchiano, Massarosa e tutela oltre 23.000 ettari complessivi. Comprende inoltre il Lago di Massaciuccoli, le foci dei fiumi Serchio, Arno e Fiume Morto, la ex tenuta presidenziale di San Rossore, le foreste di Tombolo, di Migliarino e della Macchia Lucchese, e gestisce l'area marina protetta Secche della Meloria.
Nel 2005 è stato insignito del diploma europeo delle aree protette. Nel 2014, all'interno del parco, è stata ospitata la terza Route Nazionale dell'AGESCI che ha ospitato oltre 30.000 scout. Sempre all'interno del parco si trova la Base Addestramento Incursori (BAI) dell'Esercito Italiano. Nella tenuta di Migliarino sono presenti i resti di quella che era la sede della 10ª Flottiglia MAS della Regia Marina durante la II Guerra Mondiale. In questa base si addestravano e preparavano le loro incursioni con i Siluri a Lenta Corsa (i cosiddetti "Maiali") i marinai dell'epoca.
All'interno dell'area sono presenti anche il CISAM (nel quale era installato il primo reattore nucleare italiano “Galileo Galilei”) e la base dell'US Army di Camp Darby.

## Descrizione geografica
Il parco è suddiviso in alcune aree principali. La Macchia Lucchese è la fascia boscosa a nord, racchiusa tra Viareggio, Torre del Lago Puccini e la costa. L'area del Massaciuccoli comprende il lago e l'area palustre che lo circonda. La Fattoria di Vecchiano e la Fattoria di Massaciuccoli sono invece le vaste aree di bonifica sottratte al lago, rispettivamente nel Comune di Vecchiano e nel Comune di Massarosa. Le due aree si differenziano dalle pompe idrovore che le gestiscono.

Continuando lungo la costa vi sono le importanti tenute di Migliarino, di San Rossore, di Tombolo e di Coltano, in parte adibite ad agricoltura e in parte a bosco.

Completano le aree di gestione del parco le secche della Meloria, un importante sistema di secche, con due scogli affioranti, dotati di fondali dall'importante valore naturalistico.

## Flora
Presenta varie tipologie di ambienti naturali. È prevalente l'area boschiva, infatti un terzo della superficie del Parco è ricoperta da boschi e presenta alberi di pioppo, ontano, frassino, leccio e pino (pino domestico e pino marittimo). Inoltre sono presenti anche dune ed aree palustri. In questi ambienti è presente una flora rara (drosere, periploche, osmunda, ibisco rosa).

## Fauna

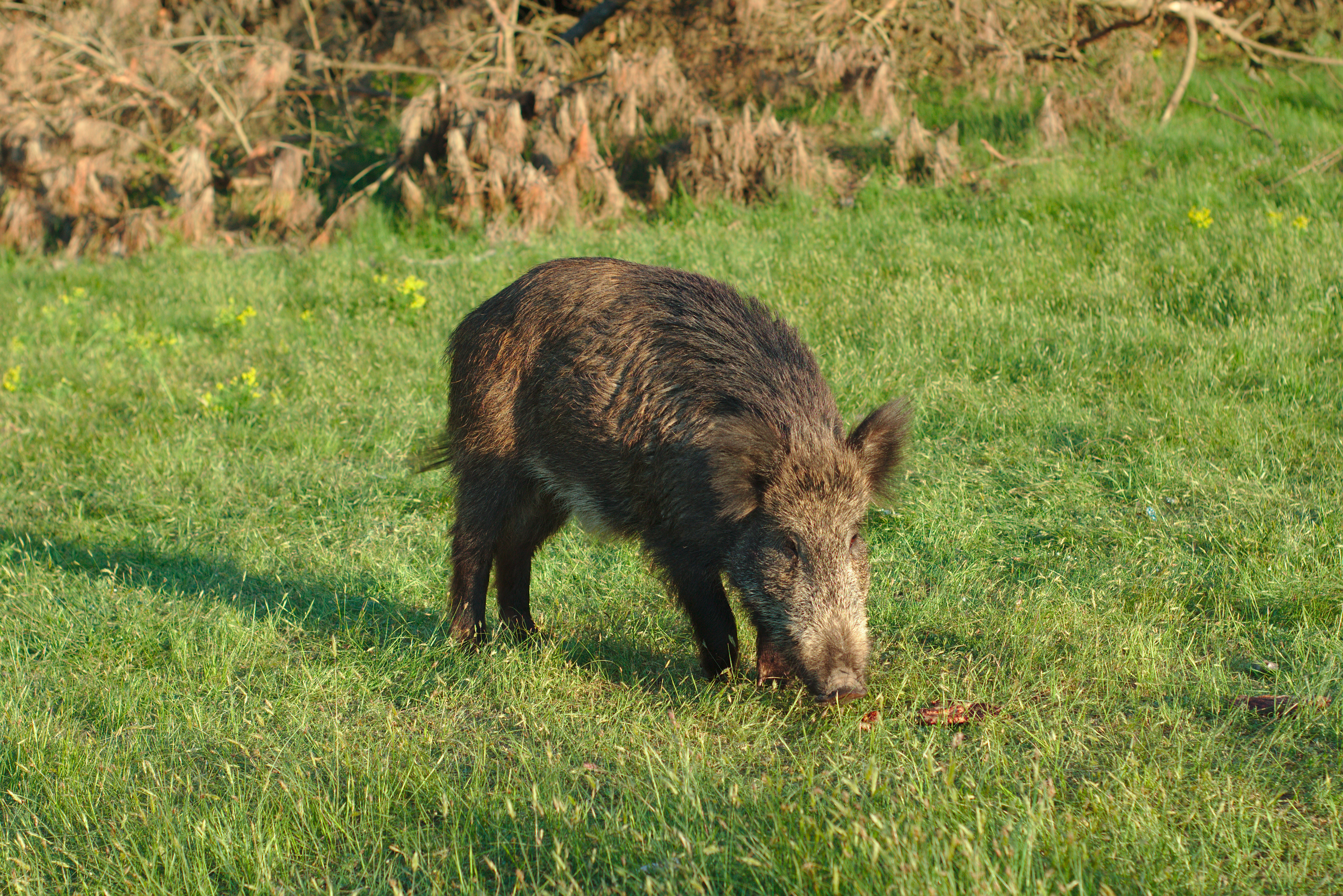
Un cinghiale presso La Sterpaia

La fauna annovera una ricca varietà di uccelli (oasi LIPU del parco), tra i quali: il germano reale, gli ardeidi (l'airone cenerino, l'airone bianco maggiore e la garzetta), i trampolieri, i gabbiani, le anatre e i cormorani. Sono presenti anche la poiana, il cavaliere d'Italia, il gruccione e le gallinelle. Nel bosco è facile incontrare la specie del picchio verde e rosso.
È zona di nidificazione del fratino.

Notevole la presenza di anfibi e rettili, tra cui la vipera.

Sono presenti un po' tutti i pesci d'acqua dolce tipici delle pianure italiane (carpa, luccio, tinca...), oltreché i pesci che risalgono i fiumi dal mare come l'anguilla e il cefalo. Questi ultimi entrano anche nel Lago di Massaciuccoli. È importante citare la presenza del gambero rosso della Louisiana, detto anche gambero killer, diffusosi dal lago alla palude e successivamente a tutti gli ambienti umidi, non soltanto quelli limitrofi al parco.
Nel Parco vivono anche diversi mammiferi di media e piccola taglia, tra i quali il daino, il cinghiale, il coniglio selvatico e la volpe rossa. Da alcuni anni è accertata la presenza del lupo.

## Accessi

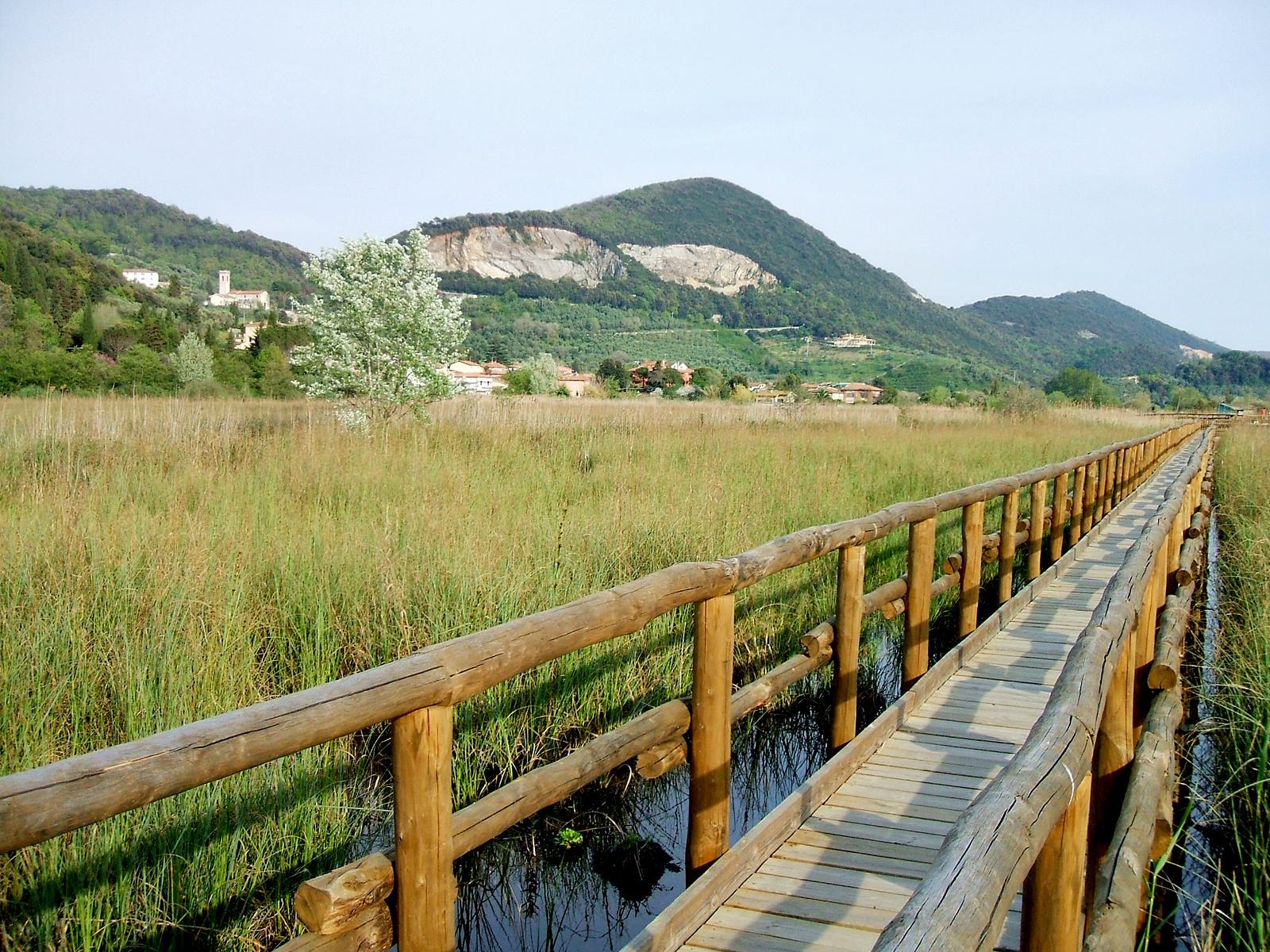
La palude del lago di Massaciuccoli

L'ex Tenuta Presidenziale di San Rossore è aperta al pubblico tutti i giorni nell'area tra Cascine Vecchie e La Sterpaia. La restante porzione, tranne che nella parte costiera, è accessibile gratuitamente la domenica ed i giorni festivi, mentre dal martedì al venerdì è possibile accedere tramite ingresso a pagamento o abbonamento annuale. Per le visite guidate ogni giorno è possibile contattare il Centro Visite ed accedere con guida. L'accesso nelle aree interne è permesso a piedi, a cavallo ed in bici. Le visite guidate si svolgono, inoltre, su trenini, cavalli e carrozze.
La Macchia Lucchese, il lago di Massaciuccoli, la Tenuta di Coltano e parte delle tenute di Migliarino e di Tombolo sono visitabili liberamente. Il lago di Massaciuccoli può essere visitato anche in battello.